# SableCC
SableCC は、Javaで書かれたオープンソースのパーサジェネレータである。GNU Lesser General Public License でライセンスされている。
SableCC は以下の機能を有する。
- 決定性有限オートマトン (DFA) ベースの字句解析器。Unicode完全サポート。
- 拡張されたバッカス・ナウア記法による文法記述（*, ?, + といったオペレータをサポート）
- LALR(1)に基づいた構文解析器を生成
- 強い型付けをされた抽象構文木を自動生成
- tree-walker クラスを自動生成